# Храм Маданамоханы (Вриндаван)
Храм Маданамоханы (хинди श्री राधा मदन मोहन मंदिर) — один из самых древних из сохранившихся кришнаитских храмов в святом месте паломничества индуизма Вриндаване. Посвящён Кришне и расположен недалеко от Калия-гхата. Был построен в XVI веке Капура Рама Дасом из Мултана. Во время правления императора Аурангзеба, изначальное мурти Мадана-Гопала было вывезено из храма и спрятано в Караули, Раджастхан, дабы уберечь его от мусульман. В настоящее время копия изначального мурти установлена в храме для поклонения.
История храма тесно связана с кришнаитским святым Санатаной Госвами — одним из ближайших сподвижников основоположника гаудия-вайшнавизма Чайтаньи Махапрабху. Санатана Госвами занимает особое положение в гаудия-вайшнавизме. Он является ачарьей самбандха-гьяны, или знания о истинных взаимоотношениях души с Кришной. Кришнаиты считают, что установленный Санатаной Госвами мурти Маданамоханы помогает преодолеть влияние чувств и сосредоточить мысли на бхакти-йоге — «преданном служении» Кришне. Храм Маданамоханы — это важное место паломничества для кришнаитов.

## Явление божества Маданамоханы
В Махаване, рядом с местом во Вриндаване, где родился Кришна, кришнаитский святой Санатана Госвами соорудил соломенную хижину, в которой обычно совершал свой ежедневный бхаджан. Однажды, выйдя на улицу просить милостыню, он набрёл на маленькую деревеньку на берегу Ямуны, где в это время играла группа мальчиков-пастушков. Один из мальчиков, отличавшийся необыкновенной красотой, подошёл к Санатане и попросил забрать его с собой. В ответ Санатана сказал, что он будет не в состоянии прокормить ребёнка, так как его ежедневный рацион состоял из небольшого количества риса и чапати. Тогда мальчик объявил, что он не против питаться очень простой и скудной пищей, но Санатана, желая отвязаться от него, наказал ему вернуться к своим родителям. Убедившись, что мальчик отправился домой, Санатана продолжил собирать милостыню.
Ночью этот мальчик явился ему во сне. Смеясь, он взял Санатану Госвами за руку и сообщил ему, что он был не простым мальчиком, а самим Кришной и пообещал навестить его на следующий день. После этого Кришна исчез, и Санатана проснулся. Описывается, что его переполнял такой экстаз, что казалось, будто душа вылетает из тела. Санатана подумал о том, что никогда не видел столь красивого мальчика. В мыслях он не прекращал думать о нём. Когда утром он открыл дверь своего бхаджан-кутира, то обнаружил на пороге изумительное мурти Маданамоханы. Божество было необыкновенной красоты и сияние от него расходилось во все стороны. После этого Санатана Госвами начал поклонение мурти с обряда абхишеки. Когда Рупа Госвами увидел это божество, он немедля послал с гонцом весть о случившемся Чайтанье Махапрабху в Пури.
Санатана служил божеству Маданамоханы в своей соломенной хижине. Собирая весь день милостыню, он возвращался домой под вечер и предлагал божеству несколько сухих чапати. Иногда он также готовил к ним овощные блюда, никогда не добавляя в них ни масла, ни соли. Чаще всего он предлагал только чапати и очень печалился из-за этого, что был не в состоянии поклоняться божеству должным образом. На это у него просто не было денег, так как всё своё время он посвящал выполнению наказа Чайтаньи — написанию книг по кришнаитскому богословию. Для своего поддержания он должен был по нескольку часов в день собирать милостыню. Кришна, пребывая в сердцах всех живых существ как Параматма, знал, что Санатана хотел служить ему со всей роскошью и великолепием, но был не в состоянии совершать подобное служение.

## Строительство храма
В то время один богатый торговец солью из варны кшатриев по имени Капур направлялся в Матхуру по своим делам. Его большое, нагруженное солью судно спускалось по Ямуне и наскочило на песчаную отмель около Вриндавана. Продолжать путь стало невозможно, и Капур начал думать о том, как выбраться из этого положения. От местных жителей он узнал, что во Вриндаване живёт великий садху, который может помочь, и что зовут его Санатана Госвами. Когда Капур пришёл к Санатане, тот сидел в своей хижине в одной набедренной повязке и что-то писал. Он был очень худым, так как аскезы и отречение совсем истощили его тело. Санатана предложил гостю присесть на циновку и купец начал молить Санатану о милости. Он рассказал о том, как его судно налетело на мель в Ямуне и он никак не мог его сдвинуть с места. Санатана смиренно ответил, что будучи простым нищим, он ничего в этом не смыслит и никак не может помочь купцу в его беде. После этого Санатана посоветовал ему помолиться о помощи божеству Маданамоханы. Капур предложил поклоны Маданамохане и в молитве пообещал, что если тот прольёт на него свою милость и снимет судно с мели, то всю прибыль от продажи груза он отдаст на служение ему. Вознеся свои молитвы, Капур удалился.
Ночью нагрянула сильная буря, с неба хлынул ливень и уровень воды в Ямуне поднялся. Судно Капура сошло с мели и продолжило свой путь вниз по реке. Капур расценил случившееся как милость Маданамоханы. Со своего груза он получил огромную прибыль и пожертвовал её на постройку роскошного храма. При храме он соорудил склад для съестных припасов. С этого времени Маданамохане служили по-царски, а Санатана Госвами принял Капура в ученики, дав ему имя «Кришна Даса».